# Hemaglutinina-neuraminidasa de la parainfluenza
 Hemaglutinina-neuraminidasa de la parainfluenza es un tipo de hemaglutinina-neuraminidasa producida por el virus de la parainfluenza.